# 高淹
高淹（？—565年1月22日），字子邃，勃海郡蓨县（今河北省衡水市景县）人，追尊齐神武帝高欢第四子，生母穆法藏。

## 生平
高淹在东魏元象年間，被封為平陽郡公，累遷為尚書左僕射。天保元年六月癸未（550年7月4日），進爵為王，歷任尚書令、開府儀同三司、司空、太尉。
皇建元年（560年）八月，孝昭帝高演即位後，任命高淹為太傅，與彭城王高浟、河間王高孝琬並給仗身羽林軍一百人。大寧元年（561年）十一月乙卯，升任太宰。
高淹為人個性沉著謹慎，以寬厚被人稱頌。河清三年十二月丁巳（565年1月22日），高淹在晋阳去世，有人傳言他是為鴆殺的。還葬於鄴，追贈高淹假黃鉞、太宰、錄尚書事，谥号靖翼，其子高德素繼嗣他的爵位。

## 家庭

### 夫人
- 冯娑罗，北魏大司马、假黄钺、昌黎武王冯熙玄孙女，侍中、尚书、东平公冯修曾孙女
- 冯氏，高淹续娶王妃[10][11]

### 子孙
- 子：高德素嗣彭城王
  - 孙：高世俊，出继琅邪王高俨

## 延伸阅读
[在维基数据编辑]
 《北齊書·卷10》，出自李百药《北齊書》